# كشولة
كشولة  (بالإنجليزية: KECHOULA)‏ هي جماعة قروية تابعة لإقليم الصويرة ضمن جهة مراكش - تانسيفت - الحوز بالمغرب. بلغ مجموع عدد سكان  كشولة  حسب إحصاءات 2004 حوالي 6669 نسمة يعيشون في 1112 أسرة.